# Black Velvet
Black Velvet (Černý samet) je nejznámější píseň kanadské zpěvačky Alannah Myles, kterou napsali David Tyson a Christopher Ward.
Píseň vyšla v roce 1989, ale až 24. března 1990 se dostala na první místo nejprestižnější hitparády Billboard Hot 100.
Text je krátký popis ze života Elvise Presleyho.
| Hitparáda      | Umístění |
| -------------- | -------- |
| USA            | 1        |
| Velká Británie | 6        |

## Úryvek textu
Black velvet and that little boy's smile
Black velvet with that slow southern style
A new religion that'll bring ya to your knees
Black velvet if you please